# Tailandia en los Juegos Paralímpicos de Londres 2012
Tailandia estuvo representada en los Juegos Paralímpicos de Londres 2012 por un total de 49 deportistas, 38 hombres y 11 mujeres.

## Medallistas
El equipo paralímpico tailandés obtuvo las siguientes medallas:
| Nombre                                                                     | Deporte                    | Evento                       |
| -------------------------------------------------------------------------- | -------------------------- | ---------------------------- |
| Oro                                                                        |                            |                              |
| Pattaya Tadtong                                                            | Bochas                     | Individual BC1 mixto         |
| Witsanu Huadpradit Mongkol Jitsa-Ngiem Pattaya Tadtong Watcharaphon Vongsa | Bochas                     | Equipo BC1-2 mixto           |
| Saysunee Jana                                                              | Esgrima en silla de ruedas | Espada individual B femenino |
| Rungroj Thainiyom                                                          | Tenis de mesa              | Individual 6 masculino       |
| Plata                                                                      |                            |                              |
| Prawat Wahoram                                                             | Atletismo                  | 1500 m T54 masculino         |
| Sopa Intasen Saichon Konjen Supachai Koysub Prawat Wahoram                 | Atletismo                  | 4 × 400 m T53/54 masculino   |
| Bronce                                                                     |                            |                              |
| Saichon Konjen                                                             | Atletismo                  | 100 m T54 masculino          |
| Saichon Konjen                                                             | Atletismo                  | 800 m T54 masculino          |